# Laurent Angliviel de La Beaumelle
 (novembre 2024).
Laurent Angliviel de La Beaumelle, né le 28 janvier 1726 à Valleraugue en Cévennes et mort le 17 novembre 1773 à Paris, est un homme de lettres français.

## Valleraugue – Genève
Laurent Angliviel fait de brillantes études au collège de l'Enfance de Jésus d'Alès, créé en 1741 par l'évêque Charles de Bannes d'Avéjan pour ramener au catholicisme les enfants huguenots. Il y passe huit années (octobre 1734 – septembre 1742) sans jamais revenir à Valleraugue, devient un latiniste accompli (c'est à lui que revient l'honneur de haranguer en vers latins l'évêque d'Alès Mgr de Beauteville venu visiter le collège en mai 1742), adhère à la foi catholique mais refuse de devenir jésuite. Le 8 novembre 1742 il part en apprentissage à Lyon chez des cousins négociants, en décembre, il abandonne le catholicisme pour le déisme. Le 6 juin 1743 il fugue de chez ses cousins et se retrouve à Valleraugue en novembre. Il traverse une crise mystique au terme de laquelle il revient à la foi protestante et qui l'amène le 28 février 1744 à s'enfuir au « Désert » où il rejoint le pasteur Jacques Boyer. Conscient des risques encourus, son père l'en ramène trois jours après et le retient dix-huit mois à la maison. Cette longue période d'intenses lectures lui permet de mûrir sa résolution de devenir pasteur[réf. nécessaire].
Laurent part clandestinement pour Genève le 7 septembre 1745, et il prend le nom de La Beaumelle pour déjouer la surveillance qu'y exerce le Résident de France sur les protestants réfugiés. Le 1er octobre 1745 il s'immatricule en théologie à l'Académie dont il suit régulièrement le cursus : il présente sa première proposition (essai de sermon) le 16 avril 1746 et prêche au temple de l'hôpital les 1er et 16 mai. Il se lie d'amitié avec Paul-Henri Mallet et Jacques-Emmanuel Roques. Il est guidé par Charles de Manoël de Végobre, un cousin de son père installé à Genève. En juin 1746 il est initié en franc-maçonnerie dans la loge de Saint-Jean des Trois Mortiers.
Le Journal helvétique publie régulièrement ses productions : sa « Lettre sur l'état présent de la religion protestante en France » où il expose les conditions dans lesquelles se déroulent les cultes clandestins au « Désert » (novembre 1745), « L'excellence de la raison. Ode » (décembre), ses essais « sur l'amour de la gloire » et « sur la coquetterie » (janvier 1746), « sur l'amour de la vérité » et « sur la conversation » (février), « sur l'éducation » et « sur la folie des hommes » (mars), « sur l'infini », « sur l'éloquence de la chaire » et sa « Lettre analitique d'un livre nouveau, intitulé Principes de la philosophie morale, ou essai de Mr S[haftesbury] sur le mérite et la vertu » (avril), « sur le bonheur des chrétiens » (mai), « sur l'envie » et « sur le plaisir » (juillet), sa « Lettre à M. Vernet, profeseur en éloquence, sur ces vers du livre III des Georgiques : Quis ilaudati nescit Busiridis aras ? » (août), « A Sa Majesté le roi de Sardaigne. Ode » (mars 1747).
Décidé à se faire un nom dans les belles-lettres, La Beaumelle accepte un poste de précepteur proposé par l'Académie à ses meilleurs étudiants. Le 17 mars 1747 il quitte Genève pour Copenhague[réf. nécessaire].

## Copenhague
La Beaumelle arrive à Copenhague le 15 avril comme précepteur du fils aîné du comte Carl Christian Gram, Grand Veneur et favori du roi de Danemark Frédéric V. Il a 21 ans. Il est accueilli par la communauté réformée française, les pasteurs Jean-Ferdinand Mourier et Pierre-Paul Eyraud, Mme Mazar fille du pasteur de Bâle Pierre Roques, le comte Gyldenstein, et par les Languedociens Lucas et Lafont. Il deviendra un familier des comtes Samuel Schmettow et Otto Manderup Rantzau, ainsi que de l'envoyé de France, l'abbé Lemaire. En mai il est nommé orateur de la loge Zorobabel où en juillet il prononce un discours lors de la réception du jeune roi Frédéric V. Il publie plusieurs poèmes à la gloire de la franc-maçonnerie comme  La vertu maçonne (juin 1748). Le 30 mars 1748 la cantate qu'il a composée en l'honneur du roi est exécutée à l'Opéra de Copenhague. il prend la défense des calvinistes et des francs-maçons attaqués par Ludvig Holberg.
La Beaumelle a plusieurs ouvrages en chantier qu'il reprendra souvent mais ne publiera jamais : un Essai sur l'Esprit (édité en 1802 par ses enfants), une « Réponse à l'Examen de la religion », une « Dissertation sur Zoroastre et la religion des Parsis modernes »,  les « Mémoires et voyages du comte de *** », les « Mémoires de Babi Sémillon, femme de chambre de la duchesse de *** ». 
En août 1748 il envoie à l'abbé d'Olivet ses Pensées de Sénèque : des extraits des œuvres du philosophe traduits en français et précédés de sa vie. Cet ouvrage, dédié à l'abbé d'Olivet qui en signe le contrat avec le libraire parisien Le Mercier le 22 mai 1749, ne paraîtra qu'en 1752 et sera réédité en 1768.

Au commencement d'octobre 1748, La Beaumelle envoie au libraire Marc-Michel Rey le manuscrit de L'Asiatique tolérant, ou traité à l'usage de Zeokinizul, roi des Kofirans, surnommé le Chéri qui sera publié à Amsterdam en janvier 1749 sous une fausse adresse parisienne avec une dédicace à la comtesse Bentinck.

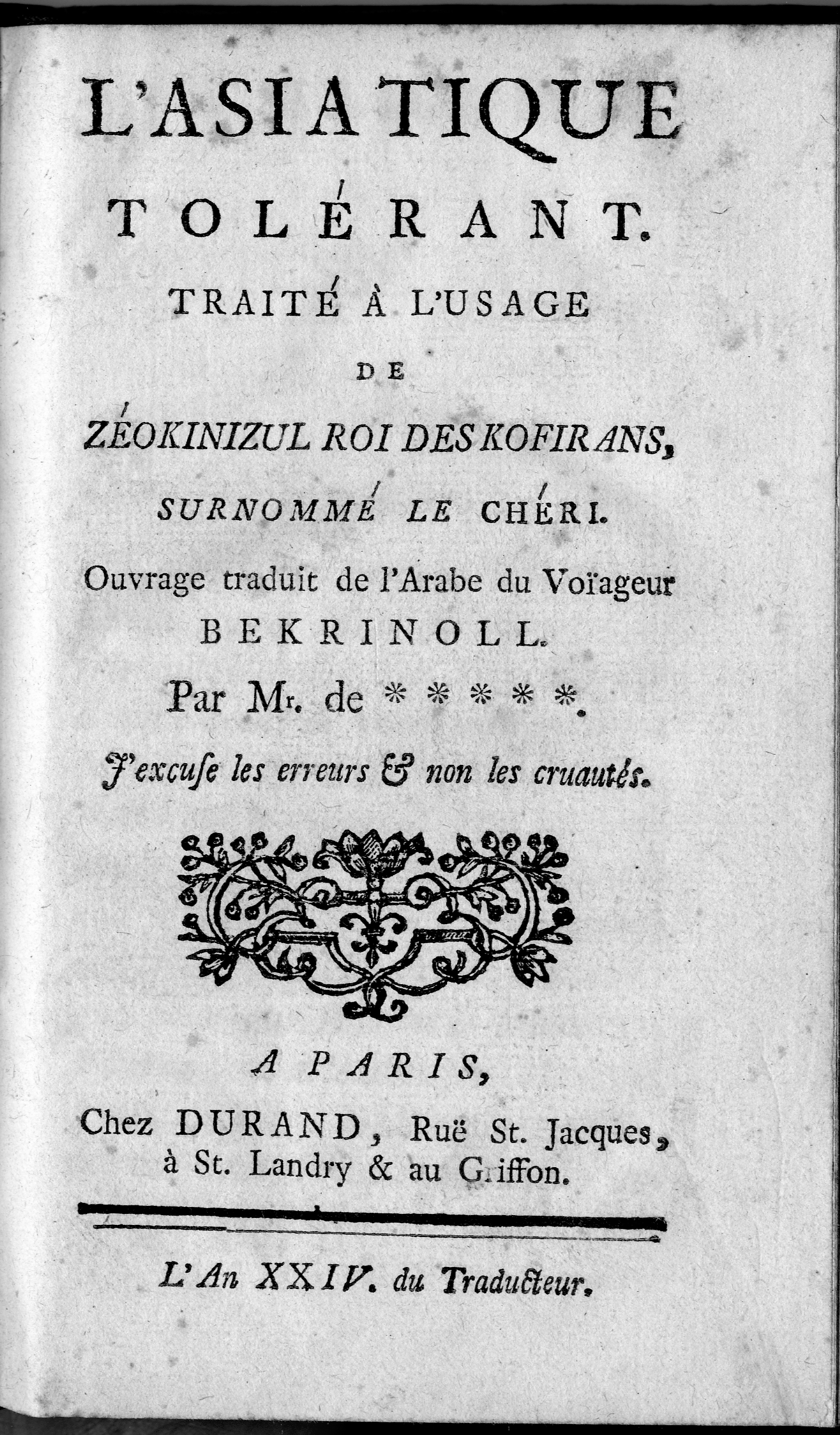
L'asiatique tolerant.

Sous couvert d'une fiction orientale inspirée des anagrammes de Crébillon fils – l'auteur se nomme lui-même « le voyageur Bekrinoll » –, ce traité sur la tolérance (l'expression est de La Beaumelle) s'inscrit dans la perspective historiographique ouverte par l'Histoire de l'édit de Nantes du pasteur Élie Benoist et dans la ligne du Commentaire philosophique de Pierre Bayle pour réclamer hautement à Louis XV la tolérance civile en faveur de ses coreligionnaires privés de liberté religieuse depuis la Révocation de l'édit de Nantes. En mai 1751, le Parlement de Grenoble condamnera l'ouvrage à être « lacéré et brûlé par l’exécuteur de la haute justice […] comme scandaleux, séditieux et tendant à renverser la religion catholique, apostolique et romaine, et les puissances établies de Dieu, et à troubler le repos et la tranquillité publique ». 

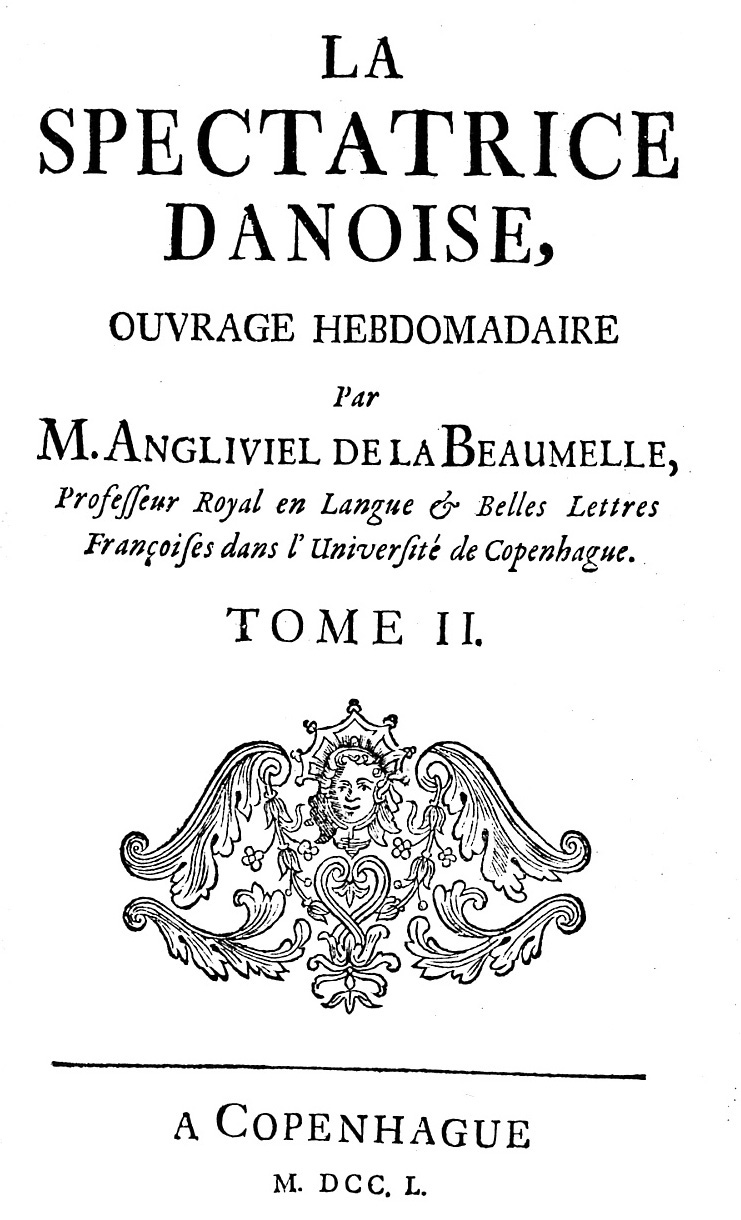
La Spectatrice danoise : le t. II

En juin 1748 La Beaumelle décide de lancer une feuille périodique, La Spectatrice danoise. L’anonymat d'une jeune danoise nommée Aspasie lui permet d'innover une critique sociale et politique du Danemark et de faire connaître à ses lecteurs les ouvrages français. Le succès de ces feuilles hardies entraîne leur réimpression en volumes. Le 23 janvier 1749 La Beaumelle en présente au roi le premier tome. Le tome 2 paraît en avril 1749. Le 29 avril 1750, lors d'une audience royale il dédie au prince royal Christian le tome 3 intitulé Essais sur divers sujets. Ce volume contient entre autres cinq lettres sur L'Esprit des lois. 
Le 30 mars 1750, après de longues sollicitations, La Beaumelle est nommé professeur royal de Langue et Belles Lettres françaises. Il doit au préalable se rendre à Paris car cet emploi exige, tout particulièrement pour un huguenot, d'obtenir du roi de France l'autorisation de se mettre au service d'un prince étranger. Il quitte Copenhague le 2 mai pour Hambourg et Itzehoe où il est l'hôte du comte  Schmettow. Le 27 mai il s'embarque à Altona pour Le Havre où il arrive le 6 juin. Le 13 juin il s'installe à Paris au café Procope. Porteur d'une lettre du comte Schmettow, il rend visite le 17 juin à Voltaire qui lui donne le 22 juin un billet pour voir Rome sauvée au château de Sceaux. Le 8 juillet il dîne avec l'abbé Raynal et rencontre à nouveau l'abbé d'Olivet le 12. Le 31 juillet il fait la connaissance de Montesquieu et lui fait part de plusieurs objections sur L'Esprit des lois. Montesquieu lui rend longuement visite le 7 août  et l'invite à dîner le 14 août. Le 16, Saint-Florentin, secrétaire d’État chargé des affaires de la Religion prétendue réformée, lui accorde la permission de partir pour le Danemark. Jean Angliviel rejoint son frère au café Procope le 22 août. Le 6 septembre La Beaumelle dîne chez Montesquieu avec Buffon, l'abbé Sallier, La Condamine et Secondat qui lui rend visite le 26 septembre et chez qui il se rend le 29 avec son frère. Le manuscrit de la Suite de la Défense de l’Esprit des lois est envoyé à M.-M. Rey à la mi-octobre et sera publiée en novembre 1750.
Le 10 novembre 1750 La Beaumelle fait sa visite d'adieu à Montesquieu avec son frère. Le 11 il rend visite à Louis Racine à qui il achète le surlendemain des lettres de Mme de Maintenon ainsi qu'un mémoire. Le 14 novembre il quitte Paris pour prendre ses fonctions à Copenhague. En passant par la Hollande, il rencontre à La Haye le 25 novembre les libraires Neaulme, de Hondt, Van Duren et Gosse, ainsi que M.-M. Rey le lendemain à Amsterdam. Il fait étape à Hambourg le 16 décembre et arrive à Copenhague le 28[réf. nécessaire]. 
Le 27 janvier 1751, au palais de Charlottenburg où il est logé, La Beaumelle prononce le discours d'ouverture du collège royal sur un sujet travaillé à Paris avec l'abbé de Méhégan : « Un empire se rend-il plus respectable par les arts qu'il crée que par ceux qu'il adopte ?». Ce discours sera imprimé à 200 exemplaires, envoyé par la voie officielle aux cours européennes et largement diffusé. Le 28, il donne sa première leçon publique et le 22 février sa première particulière ; il les dispensera régulièrement toutes les deux. Début mars, en collaboration avec son frère resté à Paris, il lance la Gazette de la Cour, de la Ville et du Parnasse. Ces nouvelles à la main prolongent le succès de La Spectatrice danoise. Le 17 mars le ministre Bernstorff approuve le projet de La Beaumelle de réaliser à Copenhague une édition de « Classiques français » à l’usage du jeune prince héritier de Danemark. De la correspondance qu'il échange alors avec Voltaire subsiste une lettre du 22 juin 1751 dans laquelle il lui recommande d'apporter des corrections à La Henriade. Le 31 août paraît un ouvrage politique dont le sous-titre souligne la volonté de  provocation, Mes Pensées ou Le Qu'en dira-t-on ?, qui n'est pas diffusé mais dont des exemplaires circulent. Le 25 septembre, La Beaumelle reçoit le conseil de remettre sa démission qui est acceptée le 2 octobre. Il apparaîtra que la raison en est sa conduite avec une grande dame de la cour qui vient s'ajouter à ses polémiques avec le baron Holberg et à la hardiesse de sa plume. Il ne quitte Copenhague que le 20 octobre. Il espérera jusqu'en juin 1752 que cet écart de jeunesse ne l'empêchera pas d'être rappelé[réf. nécessaire].

## Berlin
(novembre 2024).
- Si vous ne connaissez pas le sujet, laissez ce bandeau (vous pouvez alors contacter les auteurs).
- Si vous supprimez le contenu mis en cause (vous pouvez préalablement contacter les auteurs),

argumentez précisément cette suppression dans la page de discussion
(un manque de référence n'est pas un argument ; une recherche réelle de référence doit avoir été effectuée, être formellement documentée).

La Beaumelle arrive à Berlin le 7 novembre 1751 dans le carrosse de l'Envoyé de Frédéric II rappelé en Prusse. Chargé par l'abbé Lemaire d'une mission officieuse sur l'affaire Kniphausen qui oppose le Danemark à la famille Bentinck et intéresse toutes les cours européennes, il rend visite à Richard-François Talbot, comte de Tyrconnel, l'ambassadeur de France, et à la comtesse Bentinck, l'amie de Voltaire qu'il a connue à Copenhague. A Potsdam les 14 et 15 novembre, il rend visite à Maupertuis, président de l'Académie royale des sciences de Prusse ; il refuse de communiquer ses lettres de Mme de Maintenon à Voltaire, qui répandra le bruit qu'elles ont été volées. La semaine suivante Voltaire par une lettre lui refuse à son tour la communication de son Siècle de Louis XIV. Le 1er décembre il demande à La Beaumelle de lui envoyer un exemplaire de Mes Pensées qui contient ce passage (pensée XLIX) qu'il rendra célèbre en en déformant le sens : 

« Qu’on parcoure l’histoire ancienne et moderne, on ne trouvera point d’exemple de prince qui ait donné sept mille écus de pension à un homme de lettres, à titre d’homme de lettres. Il y a eu de plus grands poètes que Voltaire. Il n’y en a jamais eu de si bien récompensés, parce que le goût ne mit jamais de bornes à ses récompenses. Le roi de Prusse comble de bienfaits les hommes à talent, précisément par les mêmes raisons qui engagent un petit prince d’Allemagne à combler de bienfaits un bouffon ou un nain. »

— (pensée XLIX)
 Voltaire s'efforce de la faire passer pour injurieuse au roi de Prusse et à son Académie. Pendant plus de deux siècles la critique moderne citera à charge cette pensée dite « des bouffons et des nains » comme preuve de la légèreté de La Beaumelle et de sa responsabilité première dans leurs affrontements. Elle n'a reconnu que récemment qu'elle constitue un hommage au philosophe de Sans-Souci et qu'elle évoque cruellement la situation dégradée de Voltaire auprès de Frédéric II depuis l'affaire Hirschel. Le 2 décembre cette pensée est critiquée par Voltaire lors du souper du roi. La visite que La Beaumelle, poussé par la comtesse Bentinck, rend le 7 décembre à Voltaire de retour de Potsdam avec la cour n'apaise par leur différend. Le 8 décembre il se rend chez Maupertuis qui lui conseille d'envoyer au roi un exemplaire de Mes Pensées qui ne lui parviendra pas. Le 3 janvier 1752 la visite qu'il rend à Voltaire avec son ami Lalande échoue à faire avancer une réconciliation espérée par la comtesse Bentinck.
Le 24 janvier 1752, à la sortie de l'opéra, La Beaumelle se fait aguicher puis dévaliser au domicile du couple Coquius. Dénoncé par le mari comme suborneur, assigné à résidence le 26 dans la ville de Spandau, il est autorisé à revenir à Berlin le 1er février et Coquius est arrêté. La procédure lancée le 3 février aboutit le 8 février à l'acquittement de La Beaumelle et au bannissement des deux comparses. Le 14 février La Beaumelle va remercier Voltaire de l'aide qu'au dire de la comtesse il en a reçu. Cette visite marque leur rupture définitive. La Beaumelle imputera à Voltaire d'être l'artisan de tous les échecs essuyés lors de son séjour à Berlin, alors que dans sa célèbre querelle avec le président de l'Académie de Berlin Voltaire fera de La Beaumelle un instrument entre les mains de Maupertuis. Le 30 avril La Beaumelle quitte Berlin pour Gotha où il a été recommandé par la comtesse Bentinck.

## Gotha – Francfort
Après un séjour d'une semaine à Leipzig où il rencontre Baculard d’Arnaud, La Beaumelle arrive à Gotha le 12 mai. Il est présenté à la cour le 16 mai et sept autres dîners à la table du duc sont attestés de là jusqu'au 6 juillet. Il profite de sa riche bibliothèque pour achever ses notes au Siècle de Louis XIV commencées à Berlin qu'il propose au libraire Walther de Dresde et que la comtesse Bentinck désespère de lui voir supprimer. 
À son départ de Berlin, La Beaumelle est décidé à publier une critique du Siècle de Louis XIV. Il séjourne d'abord une semaine à Leipzig où il rencontre Baculard d’Arnaud, puis se rend à Gotha. Au cours de son séjour (mai à juillet 1752), La Beaumelle est invité plusieurs fois à la table du duc. Malgré les instances de la comtesse Bentinck, il travaille à ses notes sur le Siècle de Louis XIV. Il présente au duc son projet de Classiques français et n'obtient pas l'autorisation d'imprimer une nouvelle édition de Mes Pensées. Il part pour Francfort le 20 juillet avec l'intrigante baronne de Norbeck qui le suivra jusqu'à Paris. 
Il arrive le 22 juillet à Francfort où il retrouve son ancien condisciple de Genève, Jacques-Emmanuel Roques, devenu pasteur. Dès le 25 juillet il lance l'impression des Lettres et de la Vie de Mme de Maintenon. Le 24 août il écrit au comte d'Argenson et au lieutenant de police Berryer dans l'espoir d'obtenir des garanties sur la sûreté à Paris de l'auteur de Mes Pensées dont il fait imprimer une nouvelle édition remaniée et augmentée. Le 18 septembre il vend ses notes critiques accompagnées de lettres caustiques à Voltaire au libraire Eslinger, qui contrefait l’édition du Siècle de Louis XIV donnée par Neaulme à La Haye en 1752. Il quitte Francfort le 1er octobre, laissant à Roques quelques volumes de Mes Pensées dont il envoie de Metz le 4 octobre un exemplaire à Maupertuis et à la comtesse Bentinck. Le 11 octobre paraissent à Francfort deux volumes de Lettres de Mme de Maintenon et le 13 octobre un volume de la Vie de Mme de Maintenon.  

## Paris et Saint-Cyr
Arrivé à Paris le 23 octobre 1752, La Beaumelle rend visite à l'abbé d'Olivet le jour même. Il sait qu'il paraît suspect aux autorités, se cache sous des noms d'emprunt, change plusieurs fois de domicile et se réfugie le 22 novembre au couvent de Saint-Cyr. Le 27 novembre il est reçu par Berryer et peut sortir de la clandestinité. Les 1 500 exemplaires des trois volumes des Maintenon sont retirés de la chambre syndicale par le libraire Barrois sous le nom de la baronne de Norbeck, qui reconnaît le 31 octobre devant notaire que La Beaumelle en est le seul propriétaire. La Beaumelle dispose aussi d'un certain nombre d'exemplaires de sa nouvelle édition de Mes Pensées dont la hardiesse est soulignée par d'énigmatiques points de suspension. Le 28 décembre, il a une première entrevue avec Malesherbes qui l'autorise à diffuser la Vie, et le 9 janvier suivant il est reçu par Berryer. Du 15 au 23 janvier il séjourne à Versailles à l'invitation du maréchal de Noailles qui jouit d'une grande autorité à Saint-Cyr de par son mariage, en 1698, avec Françoise-Charlotte-Amable d'Aubigné, la nièce et l'héritière de Madame de Maintenon. La Beaumelle entre en relation avec les dames de Saint-Cyr, qui lui donnent accès à de nombreux documents. Elles n'ignorent pas que La Beaumelle est protestant, mais voient dans le jeune auteur de la Vie et éditeur des Lettres de Madame de Maintenon, dont elles apprécient la plume, l'historien qui pourrait officialiser le mariage entre Louis XIV et la fondatrice de Saint-Cyr, réhabilitant en quelque sorte la mémoire de cette dernière. La Beaumelle achète également des documents à Sicard, le secrétaire du maréchal de Noailles, et réalise d'autres acquisitions. Le 21 février il rend visite à Montesquieu qui désavoue le 24 la Suite de la Défense de L'Esprit des lois, et le même jour à La Condamine qui lui remet une lettre de Maupertuis. Cette  rencontre marque le début d'une inébranlable complicité qui autorisera La Condamine à dispenser à son jeune ami vingt ans durant conseils et reproches parfois sévères. La Beaumelle séjourne encore à Versailles et à Saint-Cyr du 8 au 14 avril. Vers le 20 avril il rend visite à Fréron et à l'abbé Raynal.

Le 28 octobre 1752, Voltaire a demandé à Roques d'obtenir de La Beaumelle qu'il renonce à l'édition du Siècle qui se fait à Francfort avec ses notes. Elle en est à la dernière feuille d'impression le 23 novembre, mais n'est diffusée qu'à la fin du mois suivant. Voltaire en prend connaissance à Berlin vers le 10 janvier 1753. Il entreprend la rédaction d'un virulent Supplément au Siècle de Louis XIV et s'emploie à empêcher l'entrée de l'édition à Paris. La Beaumelle note dans son journal à la date du 5 février : « Vu M. de Malesherbes, qui m’a rendu le Siecle de Louis XIV, m’a permis de faire delivrer les 12 & d’en faire venir 50 autres ». Dans la réponse qu'il reçoit de Roques, Voltaire pense avoir trouvé la preuve que La Beaumelle n'est qu'un instrument entre les mains de Maupertuis. Il rédige à ce sujet un Mémoire qu'il répand largement, notamment à Paris par l'entremise de sa nièce Mme Denis. Informé par ses amis de Berlin La Beaumelle en fait violemment le reproche à Mme Denis dans une lettre du 3 mars : 

« Je viens de voir aussi une lettre de Berlin où il me menace de mille personalitez dans un Supplément de son Siècle de Louis XIV. Ne fesant que d’entrer dans le monde, il me seroit sans doute glorieux d’y être annoncé par M. de Voltaire, mais je n’aime point les personalités, non que je croie qu’il y ait du mal à dire contre moi, mais parce que je sai que M. de Voltaire n’a pas de longues habitudes avec le vrai. Si vous daignez, madame, prendre encore quelque interet à lui, conseillez lui de foudroier mes ouvrages, je les lui abandonne ; mais qu’il évite avec soin les injures, je ne les lui pardonnerois pas. Il dira contre moi des calomnies, je dirai contre lui des verités ; il me blaissera en me donnant des ridicules, je le poignarderai en publiant ses crimes dont j’ai une liste assez exacte. Il manque un tome à la Voltairomanie ; ce tome, je le ferai en donnant un abregé de sa vie & un examen de ses œuvres, un détail de ses procedés à mon egard & une relation de l’affaire du juif sur laquelle j’ai des memoires qui vous étonneroient. Voulez vous, madame, que je vous en envoie copie ? »

— Correspondance générale de La Beaumelle, t. V, LB 1396.
La Beaumelle annote le Mémoire de Voltaire, puis entreprend d'écrire une Lettre sur [ses] démêlés avec M. de Voltaire. Le 18 mars Mme Denis se plaint au comte d'Argenson de la lettre que La Beaumelle lui a adressée et accuse celui-ci d'avoir insulté la Maison d'Orléans dans une de ses notes. Au chapitre XXVI de son Siècle, Voltaire écartait les soupçons qui avaient pesé en 1712 sur Philippe d'Orléans, le futur Régent, à la mort du « Petit Dauphin », de sa femme et de son fils : « J’ose dire que frappé de tout temps de l’injustice des hommes, j’ai fait bien des recherches pour savoir la vérité. Voici ce que m’a répété plusieurs fois le marquis de Canillac, l’un des plus honnêtes hommes du royaume, intimement attaché à ce prince soupçonné dont il eut depuis beaucoup à se plaindre [...]. » La Beaumelle avait annoté : « Ce récit du marquis de Canillac ne prouve ni de près ni de loin l’innocence du duc d’Orléans ». Il soulignait ainsi la fragilité du témoignage que Voltaire se faisait gloire d’avoir recueilli auprès d’un témoin oculaire et la faiblesse de sa méthode historique. Voltaire avait fait de cette brève réflexion un crime de lèse-majesté. 
La Beaumelle est convoqué par Berryer qui le sermonne le 21 avril. Le 24 avril à 7 heures du matin, son domicile est perquisitionné et lui-même est emprisonné. 

## Paris: première incarcération à la Bastille
La Beaumelle reste incarcéré à la Bastille du 24 avril au 12 octobre 1753. Dès le 27 avril La Condamine lui rend visite dans la première chambre de la tour du coin. Le 29 avril La Beaumelle reçoit de quoi écrire, mais ses lettres sont retenues. Le 2 mai il a accès aux ouvrages de la bibliothèque, le 5 mai il reçoit ses propres livres avec des objets personnels, et le 18 mai un bureau. Vers le 20 mai le duc Louis-Philippe d'Orléans, petit-fils du Régent, écrit au comte d'Argenson qu'il lui accorde son pardon. Le 5 juin La Beaumelle reçoit la visite du fermier général Pierre Faventines qui reviendra le voir le 23 juin. Il entreprend le 6 juin une traduction de Tacite et reçoit du 21 au 26 juin les nombreux ouvrages nécessaires à cette entreprise. Le 10 juin il prend connaissance du Supplément au Siècle de Louis XIV. Le 11 juillet parviennent à La Condamine des lettres de La Beaumelle sorties clandestinement par l'entremise d'Alègre alias Philoctète. Début août ce trafic est découvert, La Beaumelle est alors transféré dans une autre chambre où il est privé d'écriture et de son Tacite. Le 23 août il est réinstallé dans une meilleure chambre et la sanction est levée. Le 16 septembre il compose une « Ode sur les couches de Mme la Dauphine », et le 25 septembre il commence une tragédie, Virginie ou le Décemvirat, dont il grave les vers sur des assiettes d'étain. Le 12 octobre La Beaumelle sort de la Bastille où il a reçu trois fois la visite de Berryer (23 juillet, 14 août et 22 septembre). Quoiqu'officiellement exilé de Paris, il obtient la permission d'y demeurer s'il se tient tranquille. Il subit une nouvelle perquisition le 23 janvier 1754.
Bien que marquée par de graves problèmes de santé, cette période permet à La Beaumelle de rédiger une vigoureuse Réponse au Supplément du Siècle de Louis XIV, dont la diffusion commence à Paris en mai 1754. Ses relations de confiance s'approfondissent avec le maréchal de Noailles et surtout avec les dames de Saint-Cyr, qui lui fournissent de nombreuses copies de lettres de et à la marquise de Maintenon.

## Amsterdam: l'édition desMémoiresetLettres de Madame de Maintenon

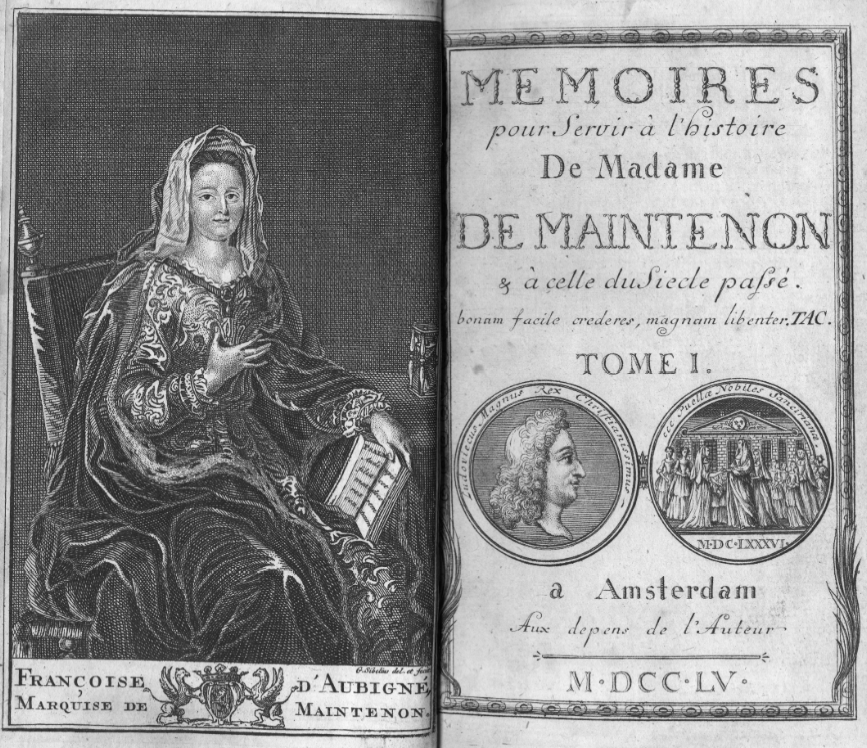
Mémoires de Maintenon : édition d'Amsterdam, 1755

Convaincu qu'il ne sera pas autorisé à imprimer en France, La Beaumelle quitte Paris le 12 mars 1755 pour Amsterdam où il séjourne près d'une année. En octobre il est possible qu'il publie l'Éloge de Montesquieu que lui a envoyé Maupertuis. En novembre il diffuse auprès de libraires étrangers et de quelques particuliers une édition subreptice de La Pucelle de Voltaire en 14 chants. Il participe à la rédaction du Mémoire théologique et politique , un texte élaboré dans l'entourage du pasteur Frédéric Charles Baer, aumônier de l'ambassade de Suède à Paris, qui préconise d'accorder aux protestants français le droit de contracter un mariage civil. L'essentiel de son activité est consacré à réunir à travers l'Europe les souscriptions nécessaires à l'impression des Mémoires pour servir à l'histoire de Mme de Maintenon et à celle du siècle passé, suivis des Lettres de la marquise. Les 6 volumes de Mémoires et les 9 volumes de Lettres – dont celui des Lettres de Mgr Godet des Marais, évêque de Chartres (Paul Godet des Marais avait été le confesseur de Madame de Maintenon) sous le pseudonyme de l’« abbé Berthier » –, sont saisis le 18 août à la suite d'une procédure engagée par le libraire Jolly. Ce contentieux ne trouvera une solution amiable que le 17 janvier 1756. Dans l'intervalle, afin de satisfaire au vif engouement que suscite son ouvrage et de contrer l'intention du libraire Pierre Gosse d'en publier sans tarder une contrefaçon, La Beaumelle imprime dès le début septembre une seconde édition remaniée. Avant son départ d'Amsterdam le 20 février, il organise l'expédition de Maintenon. Arrivé à Paris le 2 mars, il distribue la première édition aux souscripteurs et en retire des fonds considérables.

## Paris: seconde incarcération à la Bastille
Le 6 août 1756, La Beaumelle est à nouveau arrêté et incarcéré à la Bastille après que son domicile a été perquisitionné : une note où la réputation de la cour de Vienne est en cause – l'affaire tourne encore autour d'un soupçon d'empoisonnement – a irrité l'ambassadeur d'Autriche Georges-Adam de Starhemberg qui s'est plaint au nom de l'impératrice Marie-Thérèse et a demandé que La Beaumelle soit puni. Dans ses Mémoires de Maintenon, La Beaumelle a imprudemment écrit : « Le prince de Bavière mourut à Bruxelles, âgé de sept ans. La reine seule le pleura. Valincourt, ou l’auteur du mémoire [sur la Succession d’Espagne ou sur le testament du roi d’Espagne] déjà cité, impute sans détour cette mort subite à la cour de Vienne, de tout temps infectée des maximes de Machiavel et soupçonnée de réparer par ses empoisonneurs les fautes de ses ministres. » Or, comme le fait observer l'abbé Trublet à Maupertuis, cette imputation de poison n'a pas été inventée par La Beaumelle qui ne la reprend pas à son compte, mais se trouve dans un mémoire qu'il attribue à Jean-Baptiste-Henri de Valincour.
Voltaire, qui s'emploie à discréditer La Beaumelle en le faisant passer pour séditieux et en écrivant à tous ceux qui pourraient lui nuire, a obtenu gain de cause. Du reste, le prolongement de l'incarcération de La Beaumelle s'explique aussi par la nervosité des autorités après l'attentat perpétré par Damiens sur la personne de Louis XV. La Beaumelle n'est libéré que le 1er septembre 1757. Exilé en Languedoc, il prend presque immédiatement la route de Valleraugue où il a tout juste le temps de faire ses adieux à son père qui meurt le 18 septembre.

## En Languedoc
Pendant les années suivantes, La Beaumelle partage son temps entre Valleraugue, Montpellier, Nîmes et Uzès. Il envisage à plusieurs reprises de se marier et de s'établir, nourrit différents projets d'édition dont celui de Lettres à Mr de Voltaire qu'il fait imprimer à Avignon (elles ne seront diffusées qu'en 1763, après avoir été remaniées). En juillet 1759, il s'établit à Toulouse. À cette époque il adresse au comte de Saint-Florentin des « Mémoires d'État » sur la situation du protestantisme en France, précis et bien informés, où transparaissent sa volonté de plaider pour ses coreligionnaires, mais aussi de revenir en grâce auprès des autorités. Deux retentissantes affaires l'opposent au capitoul David de Beaudrigue : en janvier 1760 il est impliqué dans une affaire de jeu interdit chez la comtesse de Fontenille, et en octobre 1761 le capitoul le fait désarmer publiquement sur la place de Capitole. En octobre 1761, il fait la connaissance de Rose-Victoire Lavaysse, dont le père, David Lavaysse, est un avocat protestant réputé, originaire de Castres. À cette époque survient à Toulouse un fait divers qui va défrayer la chronique : la mort par pendaison, au domicile de ses parents, de Marc-Antoine Calas. Son père, Jean Calas, est protestant. Le fils aurait émis l'intention de se convertir au catholicisme. Le capitoul David de Beaudrigue soupçonne l'entourage familial de meurtre et fait emprisonner toute la famille. Un monitoire est lu dans les églises toulousaines pour inciter à la dénonciation des présumés coupables. Une rumeur circule selon laquelle Calvin aurait ordonné aux parents protestants de tuer leurs enfants s'ils voulaient se convertir au « papisme ». Ainsi commence l'affaire Calas, dont Voltaire s'emparera ensuite et qui lui inspirera son fameux Traité sur la tolérance.

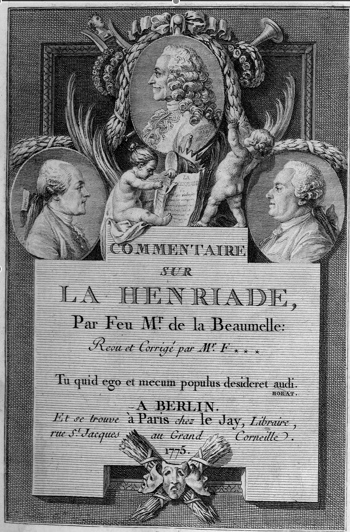
Commentaire sur La Henriade de La Beaumelle édité par Fréron (1775)

Le soir du drame, Gaubert Lavaysse, le jeune frère de la future femme de La Beaumelle, a été invité chez les Calas. Il est emprisonné et inculpé. La Beaumelle va seconder David Lavaysse pour organiser la défense de son fils jusqu'à ce qu'il soit mis hors de cause. La Beaumelle rédige aussi, pour le pasteur Paul Rabaut, un écrit intitulé La Calomnie confondue où est démontré le caractère diffamatoire des allégations lancées dans le monitoire du clergé toulousain. L'écriture de ce petit pamphlet marque la reprise des activités « militantes » de La Beaumelle en faveur de ses coreligionnaires. En 1763 notamment, il rédige une importante Requête des protestants français au roi où, approfondissant sur les plans historique et philosophique ses thèses de L'Asiatique tolérant, il revendique pour eux la « tolérance civile ». Le synode national des Églises réformées de France réuni en 1763 n'ayant pas agréé ce texte, il restera inédit jusqu'en 2012.
Après avoir contraint le curé de la paroisse du Taur à les marier bien qu'ils soient notoirement protestants, La Beaumelle épouse Rose-Victoire Lavaysse à Toulouse le 23 mars 1764. Ils partagent l'essentiel de leur temps entre Mazères, où Mme de La Beaumelle possède la propriété de la Nogarède, et Toulouse. Le 4 septembre 1764, Rose-Victoire effectue un échange de propriétés avec Marc-Guillaume-Alexis Vadier : il apporte la seigneurie du Carla, patrie de Bayle, et elle lui donne le domaine de Nicol. Leur fille Aglaé naît le 6 septembre 1768.
En 1767, à nouveau attaqué par Voltaire, La Beaumelle décide de s'atteler à un projet qu'il mûrit depuis longtemps : une édition annotée des œuvres de son adversaire, qui commencera par La Henriade. Une édition de La Henriade avec des remarques est imprimée à Toulouse en 1769, mais elle n'est pas distribuée. La Beaumelle fait connaître ce projet éditorial dans une « Lettre à messieurs Philibert & Chirol » dont la première version est publiée par Fréron dans L’Année littéraire (Paris, 25 août 1770). La dégradation de son état de santé ne lui permettra pas de mener à bien cette entreprise, qui était d'une ambition démesurée. Mais son édition annotée de La Henriade sera finalement éditée par Fréron après sa mort. Le frontispice de l'ouvrage inspire un quatrain sarcastique : 
Le Jay vient de mettre Voltaire,

Entre La Beaumelle et Fréron ;

Ce serait vraiment un calvaire,

S’il s’y trouvait un bon larron.

## Levée de la lettre d'exil et séjours parisiens
En mars 1769, l'exil languedocien est levé. Revenu en grâce par l'intermédiaire du milieu toulousain proche de la comtesse Du Barry, La Beaumelle repart pour Paris où il séjourne de mai 1770 à juillet 1772. Au cours de ce séjour, il est chargé de constituer la bibliothèque de la favorite de Louis XV (janvier 1771), puis nommé homme de lettres attaché à la Bibliothèque du roi (mai 1771). Il fréquente à nouveau son ami La Condamine et, en disciple convaincu de celui-ci, fait inoculer sa fille Aglaé contre la variole (mai-juin 1772). De retour en Languedoc, il partage son temps entre Mazères et Toulouse, mais son état de santé continue de se dégrader. Son fils Victor-Moïse naît le 21 septembre 1772. La Beaumelle repart pour Paris en mars 1773 : ce dernier séjour dans la capitale est stérile : miné par la maladie, l'écrivain prend de l'opium pour atténuer ses douleurs et n'a guère de forces à consacrer à l'édition de ses travaux. Mort le 17 novembre 1773, il est inhumé au cimetière du Port-au-Plâtre où sont enterrés les protestants parisiens.

## Œuvres
- L'Asiatique tolérant, ou traité à l'usage de Zeokinizul, roi des Kofirans, surnommé le Chéri. Ouvrage traduit de l'arabe du voyageur Bekrinoll par M. de ***, Paris [Amsterdam : Marc-Michel Rey], 1748, in-12° (voir aussi « éditions critiques »).
- La Spectatrice danoise, ou l'Aspasie moderne, Copenhague [: Ernst Henrich Berling et Christof Georg Glasing], 1749-1750, 3 tomes.
- Mes Pensées ou Le qu’en dira-t-on ?, Copenhague, 1751, in-12°  ; 2e éd. Londres : Nourse [Francfort], 1752 (voir aussi « éditions critiques »).
- Suite de la Défense de l'Esprit des Lois, ou examen de la réplique du gazetier ecclésiastique à la Défense de l'Esprit des lois, Berlin [Amsterdam], 1751, in-12°.  (voir aussi « éditions critiques »).
- Pensées de Sénèque […] recueillies […] et traduites en français, Paris : P. G. Le Mercier, Desaint & Saillant, Le Prieur, 1752, 2 vol. in-12°.
- Lettres de Madame de Maintenon, Nancy : Deilleau [Francfort : Johann Georg Eslinger], 1752, 2 vol. in-12°.
- Vie de Madame de Maintenon, tome Ier, Nancy : H. Brenneau [Francfort : Johann Georg Eslinger], 1752.
- Le Siècle de Louis XIV par M. de Voltaire […] nouvelle édition augmentée d'un très grand nombre de remarques, par M. de La B***, Francfort : Veuve Knoch & J. G. Eslinger, 1753, in-8°.
- Réponse au Supplément du Siècle de Louis XIV, Colmar [Paris], 1754, in-12°.
- Mémoires pour servir à l’histoire de Madame de Maintenon et à celle du siècle passé, Amsterdam, 1755-1756, 6 vol. in-12°.
- Lettres de Madame de Maintenon, Amsterdam, 1755-1756, 8 vol. in-12°.
- Lettres de Messire Paul Godet des Marais, évêque de Chartres, à Mme de Maintenon, recueillies par l'abbé Berthier, Bruxelles [Amsterdam], 1755.
- Mémoires pour servir à l’histoire de Madame de Maintenon et à celle du siècle passé, seconde édition, Amsterdam, 1756, 6 vol. in-12°.
- Lettres de Madame de Maintenon, seconde édition, Amsterdam, 1756, 9 vol. in-12°. (N.-B. Dans cette seconde édition, le volume des lettres de Mgr Godet des Marais est intégré à la collection avec la mention de tome IX en page de titre, mais l’adresse est « Bruxelles [Amsterdam], 1756 ».)
- Lettres de M. de La Beaumelle à M. de Voltaire, Londres [Avignon], 1763.
- Préservatif contre le déisme, ou instruction pastorale de M. Dumont, ministre du St Evangile, à son troupeau […] sur le livre de M. Jean-Jacques Rousseau intitulé Emile ou de l'Éducation, Paris [Avignon ?], 1763, in-12°.
- Lettre à MM. Philibert et Chirol, libraires à Genève, 1770.

Écrits posthumes
- Commentaire sur La Henriade, revu et corrigé par M. F***, Paris : Le Jay, 1775, 2 vol. in-8°.
- L'Esprit, Paris, 1802, in-12°.
- Vie de Maupertuis, Paris : Ledoyen et Ch. Meyrueis & Cie, 1856 .

Participations à des œuvres signées ou attribuées à d'autres auteurs
- Mémoire théologique et politique au sujet des mariages clandestins des protestants de France, où l’on fait voir qu’il est de l’intérêt de l’Église et de l’État de faire cesser ces sortes de mariages, en établissant, pour les protestans, une nouvelle forme de se marier qui ne blesse point leur conscience et qui n’intéresse point celle des évêques et des curés, [s. l.], 1755. .
- Lettre du czar Pierre à Voltaire, sur son histoire de Russie, [s. l. (Toulouse)], 1761, in-12 (attribué à Vacquier-Prouho).
- La calomnie confondue, ou mémoire dans lequel on réfute une nouvelle accusation intentée aux protestants de la province du Languedoc, à l'occasion de l'affaire du sieur Calas détenu dans les prisons de Toulouse, Au Désert, 1762 (signé P. Rabaut).  (voir aussi Correspondance générale de La Beaumelle, t. XIV, LBD 314b).
- Les Gasconismes corrigés, Toulouse : J.-J. Robert, 1766, in-8 (signé Desgrouais).
- Examen de la nouvelle histoire de Henri IV de M. de Bury, Genève : Philibert, 1768 (signé « M. le marq. de B*** » : François de Varagne-Gardouch, marquis de Bélesta).

#### Sources primaires
- Hubert Bost – Claude Lauriol – Hubert Angliviel de La Beaumelle (éd.), Correspondance générale de La Beaumelle (1726-1773), Oxford, Voltaire Foundation (18 tomes) :
  - t. I : 1726-1747 (2005)
  - t. II : avril 1747 – juillet 1749 (2006)
  - t. III : août 1749 – février 1751 (2007)
  - t. IV : mars 1751 – avril 1752 (2008)
  - t. V : mai 1752 – avril 1753 (2009)
  - t. VI : 15 avril 1753 – 21 janvier 1754 (2010)
  - t. VII : 22 janvier 1754 – 18 octobre 1754 (2011)
  - t. VIII : 20 octobre 1754 – 30 juin 1755 (2012)
  - t. IX : 1er juillet 1755 – fin janvier 1756 (2013)
  - t. X : 4 février – 30 décembre 1756 (2014)
  - t. XI : janvier – décembre 1757 (2015)
  - t. XII : janvier 1758 – août 1759 (2016)
  - t. XIII : août 1759 – février 1761 (2017)
  - t. XIV : mars 1761 – décembre 1763 (2018)
  - t. XV : janvier 1764 – décembre 1766 (2019)
  - t. XVI : janvier 1767 – août 1769 (2021)
  - t. XVII : septembre 1769 – 1er août 1772 (2022)
  - t. XVIII : 1er août 1772 – décembre 1778 (2024).

Les t. XVI à XVIII ont été publiés aux éditions Champion (Paris). Cette édition a reçu le prix Édouard-Bonnefous de l'Institut de France en 2013.
- Michel Nicolas, Notice sur la vie et les écrits de Laurent Angliviel de La Beaumelle, Paris, Cherbuliez-Ledoyen, 1852.
- Achille Taphanel, La Beaumelle et Saint-Cyr, d’après des correspondances inédites et des documents nouveaux, Paris, Plon, 1898.

#### Éditions critiques
- Suite de la Défense de L'Esprit des lois (1751). Texte établi par Claude Lauriol, introduit et annoté par Gilles Susong, dans La Beaumelle et le « montesquieusisme ». Contribution à l’étude de la réception de L’Esprit des lois, Naples, Liguori Editore ; Paris, Universitas ; Oxford, Voltaire Foundation, 1996, p. 95-157.
- Mes Pensées ou Le qu’en dira-t-on ? (1751-1752). Édition critique de Claude Lauriol, Genève, Droz, 1997.
- Deux traités sur la tolérance : L’Asiatique tolérant (1748) – Requête des protestants français au roi (1763). Édition critique de Hubert Bost, Paris, Champion, 2012.
- La Spectatrice danoise de La Beaumelle. Édition commentée, éd. Klaus-Dieter Ertler, Élisabeth Hobisch et Ellen Kreftling, Berlin, Berne et al., Peter Lang, 2020.

#### Autres
- Claude Lauriol :
  - La Beaumelle, un protestant cévenol entre Montesquieu et Voltaire, Genève, Droz, 1978.
  - « La Spectatrice danoise », Dictionnaire des journaux (1600-1789) (dir. Jean Sgard), Oxford, Voltaire Foundation, 1991, no 1229. 
  - « Laurent Angliviel de La Beaumelle (1726-1773) », Dictionnaire des journalistes (1600-1789) (dir. Jean Sgard), Oxford, 1999, no 13. 
  - (avec la collaboration de Gilles Susong), La Beaumelle et le « montesquieusisme ». Contribution à l’étude de la réception de L’Esprit des lois, Naples, Liguori Editore ; Paris, Universitas ; Oxford, Voltaire Foundation, 1996.
  - Études sur La Beaumelle, Paris, Champion, 2008.
  - « La Beaumelle », Dictionnaire électronique Montesquieu, mis à jour le 13/02/2008. .
- Catherine Bernié-Boissard, Michel Boissard et Serge Velay, Petit dictionnaire des écrivains du Gard, Nîmes, Alcide, 2009, p. 133-134.
- « Laurent Angliviel de La Beaumelle », dans Personnages connus ou méconnus du Gard et des Cévennes, t. I, Brignon, La Fenestrelle, 2016, p. 5-11.
- François Bessire :
  - « Premières critiques du Siècle de Louis XIV, de La Beaumelle à Mme de Genlis », dans : J. Dagen – A.-S. Barrovecchio (éd.), Voltaire et le Grand Siècle, Oxford, Voltaire Foundation, 2006, p. 159-169.
  - « La formation très catholique d’un “philosophe” : La Beaumelle au collège d’Alès d’après sa correspondance (1734-1742) », dans : C. Mervaud – J.-M. Seillan (éd.), Philosophie des Lumières et valeurs chrétiennes. Hommage à Marie-Hélène Cotoni, Paris : L’Harmattan, 2008, p. 125-136.
- Hubert Bost :
  - « Un “Traité sur la tolérance” clandestin : la Requête des protestants rédigée par La Beaumelle en 1763 », La Lettre clandestine,‎ 2004, p. 119-138.
  - « La “conversion” de La Beaumelle au protestantisme », dans N. Brucker (éd.) », dans La conversion. Expérience spirituelle, expression littéraire, Berne, Peter Lang, 2005, p. 101-117.
  - « Un Protestant cévenol à Genève : les réseaux de La Beaumelle étudiant en théologie (1745-1747) », dans P.-Y. Beaurepaire – J. Häseler – A. McKenna (éd.) », dans Réseaux de correspondance à l’Âge classique (XVIe-XVIIIe siècle), Saint-Étienne, Publications de l’Université, 2006, p. 251-269.
  - « Dans les coulisses de l’affaire Calas : La Beaumelle et Court de Gébelin avant et après Voltaire », Revue d'histoire du protestantisme,‎ 2022, p. 193-230.
  - « La Beaumelle protestant : un singulier alliage de nicodémisme et de militance », dans : Noémie Recous et Julien Léonard  (éd.) », dans Un parcours en protestantisme, t.II, Lyon, Chrétiens & Sociétés, 2023, p. 157-188.
- Marianne Charrier-Vozel :
  - « La Beaumelle et Voltaire : une anthologie de méchantes lettres », Épistolaire. Revue de l’AIRE,‎ 2023), p. 69-80.
  - « Une inimitié exemplaire : Voltaire et La Beaumelle », in : Régine Battiston, Nikol Dziub et Augustin Voegele (dir.), L’inimitié dans les correspondances d’écrivains, Reims, ÉPURE, 2023, p. 45-61.